# Рескупорид III
Рескупорид III (Тиберий Юлий Рескупорид III Филоцезар Филоромей Эвсеб; др.-греч. Τιβέριος Ἰούλιος Ῥησκούπορις Γ' Φιλόκαισαρ Φιλορώμαιος Eὐσεβής; умер в 227/228) — царь Боспора в 210—227/228 годах. Относительно порядкового номера существуют разногласия, поскольку основателя династии ряд исследователей называет не только Аспургом, но и Рескупоридом I. На таком основании этого царя считают также Рескупоридом II, а его сына Рескупоридом III (а не Реметалком II).

## Биография
Рескупорид III, сын царя Боспора Савромата II, происходил из династии Тибериев Юлиев. Стал господствовать после смерти отца около 210 года. Продолжил проримскую политику своего отца.
За годы своего правления Рескупорид III совершил ряд успешных военных кампаний против соседних племён. Победы 218—219 лет, вероятно с присоединением новых территорий, были ознаменованы выпуском монет с изображением всадника с побеждённым врагом, трофея, пленника и Ники у трофея. Рескупорид III использовал титул «царь Боспора и тавроскифов».
Пытаясь передать власть в обход своего младшего сына (или брата Котиса), примерно в 225 или 226 году Рескупорид III объявил своего единственного сына Реметалка своим соправителем (известен как Реметалк II или Рескупорид III — по другой нумерации и транскрипции).
Как и его отец, Рескупорид III покровительствовал развитию торговли. Для этого боролся против пиратов из племен зихов и гениохов, которые существенно вредили побережью Вифинии и Понта. За заслуги в борьбе с последними на средства благодарных жителей малоазийского города Амастриды возведена мраморная статуя в Пантикапее.
Вместе с тем в конце властвования Рескупорида III экономическое положение государства ухудшалось, о чём свидетельствует снижение содержания драгоценных металлов (золото) в монетах и выразилось в увеличении объёма монетной чеканки. Основной причиной этих трудностей стало изменение политики Римской империи относительно Боспора: полное прекращение поставок ауриев и, вероятно, сокращение римских дотаций в виде денариев, поскольку империя оказалась в состоянии финансового кризиса.
При неизвестных обстоятельствах умер в 227 или 228 году вместе со своим сыном. Возможно погиб в результате заговора Котиса III, который стал новым царём Боспора.

## Тамга Рескупорида III
Тамга Рескупорида III напоминает букву «П» и также имеет две различные конфигурации. В первом варианте вертикальная линия изображена ровной, верхняя часть остается горизонтальной. Второй вариант отличается тем, что левая и правая вертикальные линии имеют крючкообразное окончание, а сверху обозначены две горизонтальные линии одна под другой.